# Marisa Mori
Marisa Mori, née le 9 mars 1900 à Florence et morte le 6 février 1985 dans la même ville, est une artiste peintre et graveuse italienne. Elle est l'une des rares femmes artistes du Futurisme ou Futurismo, un mouvement artistique et social né en Italie au début du XXe siècle.

## Biographie
Marisa Luisa Lurini est née à Florence le 9 mars 1900. Son père, Mario Lurini, travaille pour Fondiaria Sai, une compagnie d'assurance. Sa mère, Edmea Bernini, est une lointaine descendante du sculpteur Gian Lorenzo Bernini. En 1918, la famille s'installe à Turin, où Marisa Lurini est encouragée à se lancer dans l'art par un ami de la famille, l’artiste Leonardo Bistolfi. Elle s'inscrit dans un collège privé fondé et dirigé par Felice Casorati, qu'elle fréquente de 1925 à 1931.
En 1920, Marisa Lurini se marie avec Mario Mori, poète et journaliste italien, et décide d'adopter son nom de famille. En 1922, le couple devient les parents d’un fils, Franco Mori. En 1926, elle expose pour la première fois son travail dans une exposition collective à la Fondazione Palazzo Bricherasio avec d'autres étudiantes, dont Nella Marchesini, Daphne Mabel Maugham, Paola Levi-Montalcini et Lalla Romano. 
Marisa Mori meurt en 1985 à Florence, trois jours avant son 85e anniversaire.

## Futurisme
En 1931, Marisa Mori intègre le mouvement futuriste, rejoignant le groupe dirigé par Filippo Tommaso Marinetti. Elle est la seule femme à avoir contribué à l’œuvre The Futurist Cookbook en 1932. La même année, elle est invitée à la première exposition sur le futurisme naturel à Rome. Elle quitte peu après Turin pour retourner vivre à Florence avec son mari. En 1930 et 1934, elle participe à la Biennale de Venise. Elle s’implique alors dans la pratique de l’aérophotographie, et remporte une médaille d'argent pour un triptyque qu'elle présente en 1932, à la Galleria Bardi de Rome dans le cadre du Prix d'art futuriste.
En 1937, son travail est inclus dans l'exposition Les femmes artistes d'Europe exposent au Jeu de Paume à la Galerie nationale du jeu de paume à Paris, pour ensuite être exposé au Metropolitan Museum of Art à New York. Vers la fin des années 1930, Marisa Mori est écartée par le mouvement futuriste en raison de son enthousiasme pour le fascisme, une position qui lui a valu de faire l'objet de lourdes critiques de la part de ses contemporains. En 1938, elle proteste avec véhémence contre la publication du Manifesto of Race. Elle accueille plus tard Rita Levi-Montalcini et son frère Gino Levi Montalcini, tous deux touchés par les lois raciales italiennes de 1938 à 1943. En 1943, à la veille du déclenchement de la guerre civile italienne, Mario Mori meurt.
Après la fin de la guerre, Marisa Mori revient à Florence, et se concentre à nouveau sur les thèmes classiques et naturels, créant des natures mortes, des nus et des masques. En 1951, elle expose un nouveau tableau à la VIe Quadriennale de Rome. En 1954, présente une exposition personnelle à la Maison de Dante Alighieri à Florence. Au cours des années suivantes, Marisa Mori se retire fondamentalement de la vie publique, n'apparaissant que sporadiquement lors d'événements tels que les expositions pour femmes artistes organisées par son lycée florentin,.